# Kratochwill Ferenc

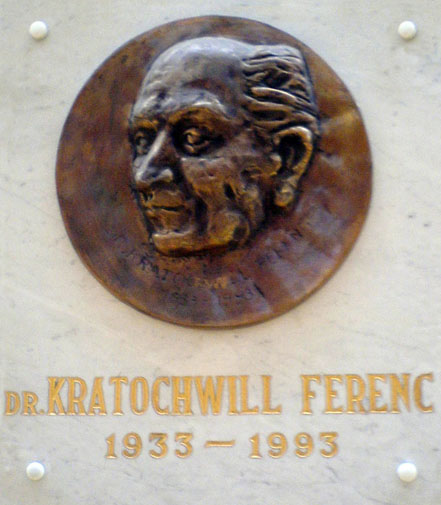
Emléktáblája a Miskolci Egyetem E/6 épületében

Kratochwill Ferenc (Budapest, 1933. november 21. – Budapest, 1993. október 14.)  jogász, a Rendőrtiszti Főiskola főigazgatója, Miskolci Egyetem Állam- és Jogtudományi Karának alapítója, első dékánja, jeles büntetőeljárás-jogász.

## Életpályája
Jogász, a Rendőrtiszti Főiskola főigazgatója. Az Eötvös Loránd Tudományegyetemen szerzett jogi diplomát. Bíróságon dolgozott 1962-ig, majd 1977-ig az ELTE oktatója volt. Egyetemi docens volt, amikor az oktatásügyi miniszter 1980. február 5-én miniszteri biztossá nevezte ki a miskolci jogászképzés megszervezésére, 1980. március 1-jei hatállyal. Ő volt az Állam- és Jogtudományi Kar első dékánja is. A művelődési miniszter 1984. november 1-jén felmentette dékáni tisztsége alól (ekkor kapta a Miskolc Városáért kitüntetést), és a minisztérium főosztályvezetőjévé nevezte ki. 1986-tól az ELTE Büntető Eljárásjogi Tanszékének vezetője, 1990-től haláláig pedig a Rendőrtiszti Főiskola főigazgatója volt.

## Emlékezete
1996. szeptember 18-án került sor a Kratochwill-terem (XX. előadóterem) és a falán elhelyezett Kratochwill-relief (tondó), Máger Ágnes művének a felavatására.